# Oncostemum forsythii
Oncostemum forsythii är en viveväxtart som beskrevs av Carl Christian Mez. Oncostemum forsythii ingår i släktet Oncostemum och familjen viveväxter. Inga underarter finns listade i Catalogue of Life.